# Relaciones Canadá-Panamá
Canadá y Panamá establecieron relaciones diplomáticas por primera vez en 1961. Canadá tiene una embajada en Ciudad de Panamá, que fue inaugurada en 1995. Antes de esa fecha, el embajador residente de Canadá en Costa Rica tenía una acreditación concurrente para entrar en Panamá. Panamá tiene una embajada en Ottawa y consulados generales en Montreal, Toronto y Vancouver. Ambos países son miembros de pleno derecho de la Organización de Estados Americanos.
En agosto de 2009, el primer ministro canadiense Stephen Harper y el presidente panameño Ricardo Martinelli firmaron un acuerdo bilateral de libre comercio conocido como el Tratado de Libre Comercio Canadá-Panamá. Sin embargo, el tratado fue ratificado formalmente por el Parlamento de Canadá tres años más tarde y entró en vigor el 1 de abril de 2013. En 2010, 2011 y 2012, el comercio anual total entre los dos países se estimó entre 200M $ y 250M $.
En 2008, Canadá y Panamá firmaron un acuerdo de transporte aéreo. Este acuerdo estableció un nuevo marco moderno para los servicios aéreos regulares entre Canadá y Panamá. Este acuerdo es responsable de incrementar el turismo desde 2008, entre Canadá y Panamá.